# 橡树岭 (路易斯安那州)
橡树岭（英語：Oak Ridge），是美国路易斯安那州下属的一座村镇。根据2010年美国人口普查，该市有人口144人。建置上，属于“village”。